# Dimitrij Romanovič Romanov
Dimitrij Romanovič Romanov (Antibes, 17 maggio 1926 – Copenaghen, 31 dicembre 2016) è stato un membro di Casa Romanov; deteneva il titolo di principe di Russia con il trattamento di Altezza.

## Biografia

### Infanzia
Il principe Dimitrij era il secondo figlio del principe Roman Petrovič e della principessa Praskov'ja Dmitrievna, nata contessa Šeremet'eva, e fratello minore del principe Nicola Romanovič Romanov. Il principe Roman Petrovič era l'unico figlio del granduca Pëtr Nikolaevič e della granduchessa Milica, figlio a sua volta del granduca Nikolaj Nikolaevič Romanov, fondatore della linea dei Romanov detta dei Nikolaevič. Il principe Dimitrij crebbe ad Antibes -in Francia dopo la Rivoluzione d'ottobre s'era rifugiata gran parte della famiglia imperiale- in un ambiente domestico che usava ancora il calendario giuliano e parlava parimenti russo e francese Nel 1936 la sua famiglia si sposta in Italia (sua nonna era sorella della regina Elena, ed egli visse per qualche anno al Quirinale: alla caduta della monarchia si trasferirono ad Alessandria d'Egitto, dove andarono esuli Vittorio Emanuele III di Savoia ed Elena.

### Primo matrimonio
Il principe Dimitrij sposò Johanna von Kauffmann (1936-1989) a Copenaghen il 21 gennaio 1959 e l'anno successivo si trasferì in Danimarca e lavorò in varie banche, tra cui la Banca Danske, in cui ebbe alti incarichi fino alla sua pensione in 1993. 

### Secondo matrimonio
Rimasto vedovo nel 1989 Dimitrij si risposò con Dorrit Reventlow (nata nel 1942) a Kostroma il 28 luglio 1993, e fu il primo matrimonio di un Romanov su suolo russo dalla fine della monarchia.

### Attività dinastica
Membro della Associazione della Famiglia Romanov fin dalla sua creazione nel 1979, è stato uno dei membri del Consiglio Esecutivo fino alla sua morte avvenuta nel 2016..
Fin dalla pensione il principe si interessò di varie di attività caritatevoli ed attualmente è presidente del Romanov Fund for Russia.; era uno dei sette principi Romanov che si incontrarono a Parigi nel giugno 1992 e decisero di creare questa organizzazione per compiere atti di solidarietà nella devastata ed affamata Russia post-comunista. Visitò la Russia nel luglio 1993 in una missione esplorativa per decidere in che zona i loro sforzi si sarebbero dovuti concentrare. Il principe Dimitrij è anche presidente del Prince Dimitri Romanov Charity Fund che ha fondato nel 2006.
Nel luglio 1998 prese parte ai funerali a San Pietroburgo dello zar Nicola II e della sua famiglia. Nel marzo 2003 fu invitato dal Primo Ministro bulgaro, nonché già sovrano del paese, Simeone di Bulgaria a prendere parte alle celebrazioni per la liberazione della Bulgaria dal dominio ottomano in seguito all'intervento dell'esercito turco nella guerra Russo-Turca del 1877-1878.
Il principe Dimitrij e suo fratello il principe Nicola furono incaricati dal presidente Vladimir Putin di convincere la corte reale danese a permettere che i resti dell'imperatrice Marija Fëdorovna, nata Dagmar di Danimarca, morta in esilio nel 1928, venissero sepolti accanto al marito lo zar Alessandro III: la loro azione fu coronata dal successo ed all'inizio del 2006 Dimitrij organizzò e prese parte al trasferimento della salma di Marija Fëdorovna da Copenaghen alla Russia nel settembre 2006, assistendo alla tumulazione.
Il principe Dimitrij parlava correntemente russo, francese, inglese, danese ed italiano.
Il principe Dimitrij è stato insignito del danese Ordine del Dannebrog, e dei montenegrini Ordine di San Pietro di Cettigne ed Ordine del Principe Danilo I. Ha ricevuto inoltre decorazioni dai governi di Bulgaria e Russia, in onore dei 300 anni dalla fondazione di San Pietroburgo.

## Ascendenza
|                                             |                                   |                                            | Genitori                                |  |  | Nonni |  |  | Bisnonni                   |  |  | Trisnonni          |  |
|                                             |                                   |                                            |                                         |  |  |       |  |  | Nikolaj Nikolaevič Romanov |  |  | Nicola I di Russia |  |
|                                             |                                   |                                            |                                         |  |  |       |  |  | Nikolaj Nikolaevič Romanov |  |  | Nicola I di Russia |  |
|                                             |                                   | Carlotta di Prussia                        |                                         |  |  |       |  |  | Nikolaj Nikolaevič Romanov |  |  |                    |  |
| Pëtr Nikolaevič Romanov                     |                                   |                                            |                                         |  |  |       |  |  | Nikolaj Nikolaevič Romanov |  |  |                    |  |
|                                             |                                   | Alessandra di Oldenburg                    | Pietro di Oldenburg                     |  |  |       |  |  |                            |  |  |                    |  |
|                                             |                                   | Alessandra di Oldenburg                    | Pietro di Oldenburg                     |  |  |       |  |  |                            |  |  |                    |  |
|                                             |                                   | Alessandra di Oldenburg                    | Teresa di Nassau-Weilburg               |  |  |       |  |  |                            |  |  |                    |  |
| Roman Petrovič Romanov                      |                                   | Alessandra di Oldenburg                    |                                         |  |  |       |  |  |                            |  |  |                    |  |
|                                             |                                   | Nicola I del Montenegro                    | Granduca Mirko Petrović-Njegoš          |  |  |       |  |  |                            |  |  |                    |  |
|                                             |                                   | Nicola I del Montenegro                    | Granduca Mirko Petrović-Njegoš          |  |  |       |  |  |                            |  |  |                    |  |
|                                             |                                   | Nicola I del Montenegro                    | Anastasia Martinović                    |  |  |       |  |  |                            |  |  |                    |  |
| Milica del Montenegro                       |                                   | Nicola I del Montenegro                    |                                         |  |  |       |  |  |                            |  |  |                    |  |
|                                             |                                   | Milena Vukotić                             | Pietro Vukotić                          |  |  |       |  |  |                            |  |  |                    |  |
|                                             |                                   | Milena Vukotić                             | Pietro Vukotić                          |  |  |       |  |  |                            |  |  |                    |  |
|                                             |                                   | Milena Vukotić                             | Jelena Voivodić                         |  |  |       |  |  |                            |  |  |                    |  |
| Dimitrij Romanovič Romanov                  |                                   | Milena Vukotić                             |                                         |  |  |       |  |  |                            |  |  |                    |  |
|                                             | Conte Sergej Dmitrievič Šeremetev | Conte Dmitrij Nikolaevič Šeremetev         |                                         |  |  |       |  |  |                            |  |  |                    |  |
|                                             | Conte Sergej Dmitrievič Šeremetev | Conte Dmitrij Nikolaevič Šeremetev         |                                         |  |  |       |  |  |                            |  |  |                    |  |
|                                             | Conte Sergej Dmitrievič Šeremetev | Contessa Anna Sergeevna Šeremeteva         |                                         |  |  |       |  |  |                            |  |  |                    |  |
| Conte Dmitrij Sergeevič Šeremetev           | Conte Sergej Dmitrievič Šeremetev |                                            |                                         |  |  |       |  |  |                            |  |  |                    |  |
|                                             |                                   | Principessa Ekaterina Pavlovna Vjazemskaja | Principe Pavel Petrovič Vjazemskij      |  |  |       |  |  |                            |  |  |                    |  |
|                                             |                                   | Principessa Ekaterina Pavlovna Vjazemskaja | Principe Pavel Petrovič Vjazemskij      |  |  |       |  |  |                            |  |  |                    |  |
|                                             |                                   | Principessa Ekaterina Pavlovna Vjazemskaja | Marija Arkadevna Stolypina              |  |  |       |  |  |                            |  |  |                    |  |
| Contessa Praskov'ja Šeremeteva              |                                   | Principessa Ekaterina Pavlovna Vjazemskaja |                                         |  |  |       |  |  |                            |  |  |                    |  |
|                                             |                                   | Conte Illarion Ivanovič Voroncov-Daškov    | Conte Ivan Illarionovič Voroncov-Daškov |  |  |       |  |  |                            |  |  |                    |  |
|                                             |                                   | Conte Illarion Ivanovič Voroncov-Daškov    | Conte Ivan Illarionovič Voroncov-Daškov |  |  |       |  |  |                            |  |  |                    |  |
|                                             |                                   | Conte Illarion Ivanovič Voroncov-Daškov    | Aleksandra Kirillovna Naryškina         |  |  |       |  |  |                            |  |  |                    |  |
| Contessa Irina Illarionovna Voroncov-Daškov |                                   | Conte Illarion Ivanovič Voroncov-Daškov    |                                         |  |  |       |  |  |                            |  |  |                    |  |
|                                             |                                   | Contessa Elizaveta Andreevna Šuvalov       | Conte Andrej Pavlovič Šuvalov           |  |  |       |  |  |                            |  |  |                    |  |
|                                             |                                   | Contessa Elizaveta Andreevna Šuvalov       | Conte Andrej Pavlovič Šuvalov           |  |  |       |  |  |                            |  |  |                    |  |
|                                             |                                   | Contessa Elizaveta Andreevna Šuvalov       | Sof'ja Michailovna Voroncova            |  |  |       |  |  |                            |  |  |                    |  |
|                                             |                                   | Contessa Elizaveta Andreevna Šuvalov       |                                         |  |  |       |  |  |                            |  |  |                    |  |